# Савойя (департамент)
Саво́йя (фр. Savoie, окс. Savòia, франкопров. Savouè) — департамент на востоке Франции, один из департаментов региона Овернь — Рона — Альпы. Порядковый номер — 73. Префектура департамента — Шамбери, супрефектуры — Сен-Жан-де-Морьен, Альбервиль. Население — 431 174 человек (57-е место среди департаментов, данные 2017 года).
Департамент является самым горным районом Франции (88,4 % площади территории). В основном они принадлежат к Альпам, однако на западе Савойи расположен массив Юра. Департамент был создан в 1860 году во время присоединения Савойского герцогства к Франции. С конца XIX века в Савойе активно развивается туристический сектор. Она является лидирующим департаментом по количеству горнолыжных станций (63 станции) и по доходу с туристов — туристический оборот составляет почти 50 % от внутреннего валового продукта (ВВП) департамента.

## География

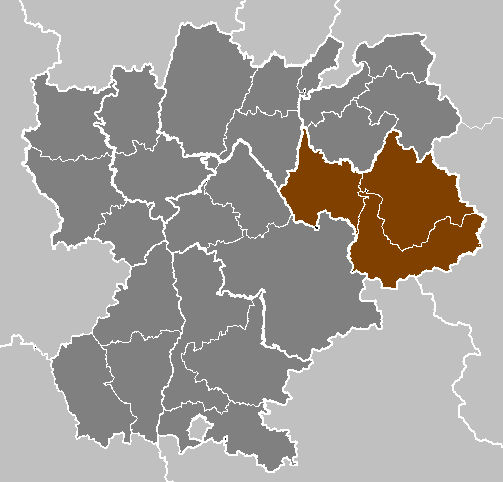
Савойя на карте региона Рона — Альпы

Савойя является частью региона Рона — Альпы. Площадь департамента составляет 6028,25 км² (602 825 гектар, 14 % площади региона). Он граничит с департаментами Верхняя Савойя на севере, Эн и Изер на западе, Верхние Альпы на юге. На востоке от департамента находится — долины Валле-д’Аоста и Валь-ди-Суза Италии.
Департамент расположен в центре Альп и является наиболее горным районом Франции (554 100 гектаров гор — 88,4 % площади территории). Наиболее низкая точка — Сен-Жени-сюр-Гьер (208 метров), наиболее высокая — пик Гранд Кас массива Вануаз (3855 метров).
Большинство гор Савойи являются альпийскими, среди них массивы Бож, Шартрёз, Бофонтэн, Мон-Блан, Лозьер, Вануаз, Серс и Мон-Сенис и Бельдон. Пик Мон-дю-Ша, цепь Эпине и массив Шамбот принадлежат массиву Юра. Географические границы Савойи определяются в основном горами. На востоке департамент отделяет от Италии пики Мон-Сенис и Пти-Сен-Бернар, на юге — от Верхних Альп пик Галибье. От департамента Изер Савойю отделяет массив Бельдон, а от департамента Эн — река Рона.
Департамент пересекают реки Изер (286,1 км до Роны) и Арк (127,5 км), которые берут своё начало на пике Изеран. Это единственные реки в департаменте длиной более 100 километров, хотя общая длина рек в Савойе 2200 км. Два основных источника воды в департаменте — озёра Лак-дю-Бурже (44,5 км², самое большое и глубокое природное озеро ледникового происхождения во Франции) и Эгбелет (5,45 км², одно из наименее загрязненных озёр Франции). В Савойе 8000 озёр, общая площадь водного зеркала поверхностных водоёмов составляет 125,69 км².

## История
Первые признаки человека на территории Савойи относятся к неолиту между 9000 и 3300 годами до нашей эры. Население территории росло, приходили племена кельтов, римляне и бургунды. В средние века существовало Савойское графство, подчинённое Священной Римской империи, в 1416 году савойский граф Амадей VIII получил титул герцога Савойского в составе Священной Римской империи, после чего государство получило статус герцогства. С 1718 года Савойя являлась частью Сардинского королевства. Она была впервые присоединена к Франции на период 1792—1815 годов, после чего вернулась к Савойскому дому до 14 июня 1860 года.
14 июня 1860 года — официальная дата присоединения Савойского герцогства ко Второй империи. На следующий день 15 июня имперским декретом были созданы департаменты Савойя и Верхняя Савойя. Границы департамента практически не поменялись с момента создания, только в 1861 году восточная граница была пересмотрена из-за создания Королевства Италии.
В начале XX века начинает активно развиваться «белый туризм» — то есть связанный с зимними видами спорта. Во время Первой мировой войны резко увеличивается производство вооружения, особенно благодаря заводу в Южине. Между двумя войнами ситуация стабилизируется, приток туристов из-за войны уменьшился, быстро развиваются производства.
Во время второй мировой войны Савойя удерживала итальянские войска Муссолини, она была оккупирована итальянцами только в 1942, а с 8 сентября 1943 года немцами. В то время активно действует Сопротивление. Савойя являлась стратегическим объектом из-за расположения на границе и множества заводов. В сентябре 1943 года прошли американские бомбардировки Модана. После войны проходило восстановление департамента, в первую очередь разрушенной инфраструктуры.
В 1992 году Альбервиль становится столицей зимних Олимпийских игр, что способствует развитию региона.

## Геральдика
У региона Савойя нет официального герба, однако в департаментах Савойя и Верхняя Савойя принято использование белого креста на красном фоне, бывшего герба Савойского герцогства. Этот мотив используется в некоторых гербах коммун департамента. Примеры таких гербов:
| Савойя | Шамбери | Альбервиль | Монмельян | Йен | Ла-Мот-Серволе | Ле-Шателяр |
| ------ | ------- | ---------- | --------- | --- | -------------- | ---------- |
|        |         |            |           |     |                |            |

## Политика
Совет департамента Савойя состоит из 38 представителей 19 кантонов департамента, он заседает в Замке герцогов Савойи в Шамбери. Основными сферами деятельности совета являются социальные вопросы, дороги и транспорт, образование (обслуживание 38 государственных институтов и 9 частных), культура, организация и поддерживание архивов, фестивалей. В 2013 году бюджет совета составил 522,78 миллионов евро, 34 % было потрачено на социальное обеспечение.

### Административное деление
После реформы 2015 года департамент состоит из 3 округов, 19 кантонов и 292 коммун. До декрета от 18 февраля 2014 в департаменте было 37 кантонов, каждый из которых входил полностью в один из округов департамента. После реформы в кантоне Сен-Пьер-д’Альбиньи есть коммуны из округа Сен-Жан-де-Морьен и Шамбери. Кантон Бур-Сен-Морис является наиболее населённым в департаменте (26 500 человек), в то время как кантон Модан — наименее (14 500 человек). Бюже Савойард имеет наибольшую территорию.
Округа:
- Шамбери (Chambéry) — 160 коммун. Площадь округа — 1586 км², население — 263 430.
- Альбервиль (Albertville) — 82 коммуны. Площадь округа — 2466 км², население — 111 315.
- Сен-Жан-де-Морьен (Saint-Jean-de-Maurienne) — 62 коммуны. Площадь округа — 1976 км², население — 44 204.

Округ Шамбери включает в себя Шамбери, Экс-ле-Бен, массив Бож, Шотань. Округ Альбервиль — Альбервиль, долину Тарантэз, массивы Бофонтэн и Вануаз. Округ Сен-Жан-де-Морьен — Сен-Жан-де-Морьен и долину Морьен.

## Население

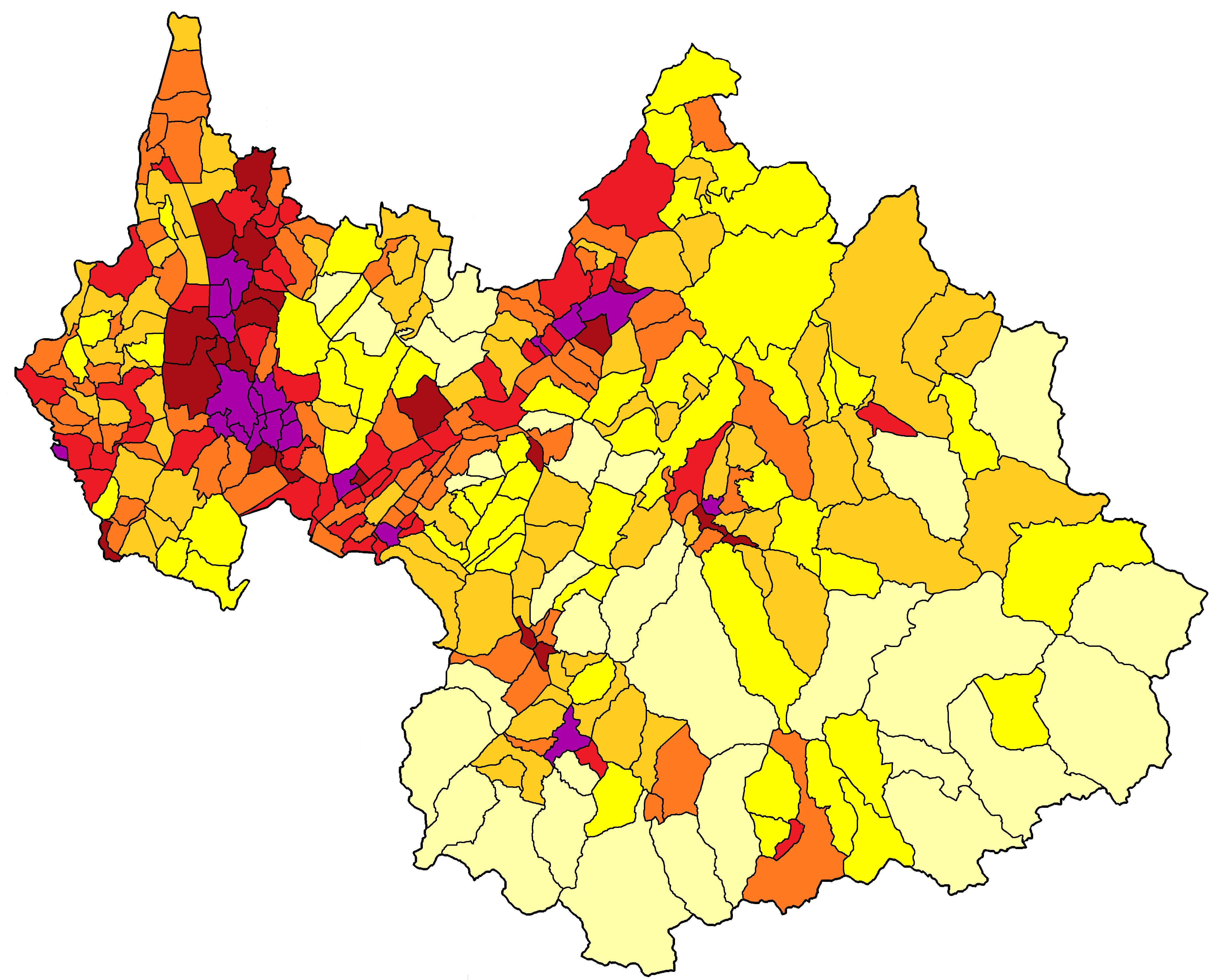
Распределение плотности населения по департаменту (2009)
Менее 10 жителей на км²
Менее 25 жителей на км²
Менее 50 жителей на км²
Менее 100 жителей на км²
Менее 200 жителей на км²
Менее 500 жителей на км²
Более 500 жителей на км²

Департамент Савойя является умеренно населенным. В 1990 году он занимал 60-е место среди департаментов Франции с населением 348 261 человек, а в 1999 году он был на 58-м месте с населением 373 350 жителей. В 2006 году население департамента превысило 400 000, а в 2009 году составило 411 007 жителей (58-е место). Плотность населения Савойи в 2009 году составляла 68 человек на км², хотя в том же году для континентальной Франции она составляла 114 человек/км². Во время туристического сезона население Савойи увеличивается примерно в 2 раза.
Наиболее крупный город Савойи Шамбери — префектура департамента и историческая столица Савойского герцогства с населением 58 039 человек (2012). Это единственный город с населением более 50 тысяч человек. Затем следуют Экс-ле-Бен (28 729 человек), Альбервиль (19 271 человек) и Ле-Мот-Серволе (11 452 человека).
Распределение населения по территории департамента сильно различается в восточной и западной частях. На западе население сконцентрировано в городах Шамбери и Экс-ле-Бен, в то время как на востоке располагаются национальный парк Вануаз и высокие горные массивы и плотность населения мала.
Изменение населения департамента Савойя с 1860 года (после установления новых границ):
| 1861    | 1872    | 1891    | 1901    | 1911    | 1921    | 1936    | 1946    | 1954    | 1975    | 1982    | 1999    | 2012    |
| ------- | ------- | ------- | ------- | ------- | ------- | ------- | ------- | ------- | ------- | ------- | ------- | ------- |
| 275 039 | 267 958 | 263 297 | 254 781 | 247 890 | 225 034 | 239 115 | 235 965 | 252 192 | 305 118 | 323 675 | 373 258 | 421 105 |

Согласно опросу 2006 года в департаменте Савойя большая часть населения считает себя католиками (55—63 %), затем по количеству исповедующих с большим отрывом идут ислам (1—3 %) и протестантизм (менее 1 %). Причём от 27 до 34 % опрошенных не исповедуют никакой религии (средний уровень по стране 27,6 %).

### Языки
Савойский язык относится к франкопровансальским языкам, однако он имеет свои фонетические особенности (такие как палатализованные согласные). В языке присутствует аутентичные бытовые слова. Савойя была разделена на несколько регионов с различными диалектами, например, диалекты Шамбери, Морьен. Хотя количество людей, говорящих на франкопровансальских наречиях, сокращается, населением Савойи продолжают использоваться некоторые слова и выражения из савойского языка.

## Экономика
Экономика департамента Савойя является относительно динамичной и диверсифицированной. Она значительно зависит от туристического сектора, оборот которого составляет почти 50 % от внутреннего валового продукта (ВВП) департамента. По уровню ВВП на душу населения (24 100 евро) Савойя занимает 2-е место в регионе и 8-е место на национальном уровне (исключая Париж и Лион).
Национальные и международные компании:
- Alpina Savoie — предприятие, созданное в 1892 году в Шамбери, 2-й производитель во Франции злаковых продуктов (каши, хлопья, макаронные изделия).
- Alstom — машиностроительная компания, имеет отделение в Экс-ле-Бене.
- Банк Савойи — банк, основанный в 1912 году.
- Dolin — производство алкогольных напитков, основанное в 1812 году.
- Opinel — производитель ножей, столовых приборов и садовых инструментов.
- Aixam-MEGA — производитель субкомпактных автомобилей, «легких квадрициклов», производство расположено в Экс-ле-Бене.

### Туризм
Туризм является важным сектором экономики для Савойи, он начал развиваться в конце XIX века и достиг расцвета во второй половине XX века. Развитие горнолыжной инфраструктуры в департаменте привело к тому, что Савойя стала лидирующим департаментом по количеству станций (63 станции) и по доходу с туристов. Туристически привлекателен департамент и из-за пешеходных маршрутов через горы, мест для дельтапланеризма, термальных источников и культурного наследия.
В Савойе, в дополнение к 63 станциям для зимних видов спорта, также действует 38 подъёмников. Они делятся по размеру на 7 малых, 12 средних, 11 крупных и 8 очень крупных. Доход с подъёмников достигает 500 миллионов за зиму, и увеличивается с 2006 года (+ 10 % каждые 5 лет).